# Gare de Tonnay-Charente
Gare de Tonnay-Charente – przystanek kolejowy w Tonnay-Charente, w departamencie Charente-Maritime, w regionie Nowa Akwitania, we Francji.
Został otwarty w 1867 przez Compagnie des Charentes. Jest przystankiem kolejowym Société nationale des chemins de fer français (SNCF), obsługiwanym przez pociągi TER Poitou-Charentes.

## Położenie
Znajduje się 4 m n.p.m., na 214,637 km linii Nantes – Saintes, pomiędzy stacjami Rochefort i Bords.

## Historia
Przystanek został otwarty 29 grudnia 1873 przez Compagnie des Charentes wraz z linią z Rochefort do Saintes.